# Palais du Te
Le palais Te  (en italien palazzo Te) est une demeure située au sud de Mantoue (Lombardie), construite entre 1525 et 1536, et exemplaire du style maniériste primitif en architecture. Il fut commandé à l'architecte Giulio Romano par le fils d'Isabelle d'Este, Frédéric II (1500-1540), marquis puis duc de Mantoue.

## Origine du nom
Le nom du palais, palazzo Te, vient sans doute, par apocope, de celui de l'île sur laquelle il a été construit : l'île Tejeto au milieu d'un lac marécageux, aujourd'hui asséché, abritait des écuries seigneuriales, à l'extérieur des murs de la ville
.

## Historique architectural

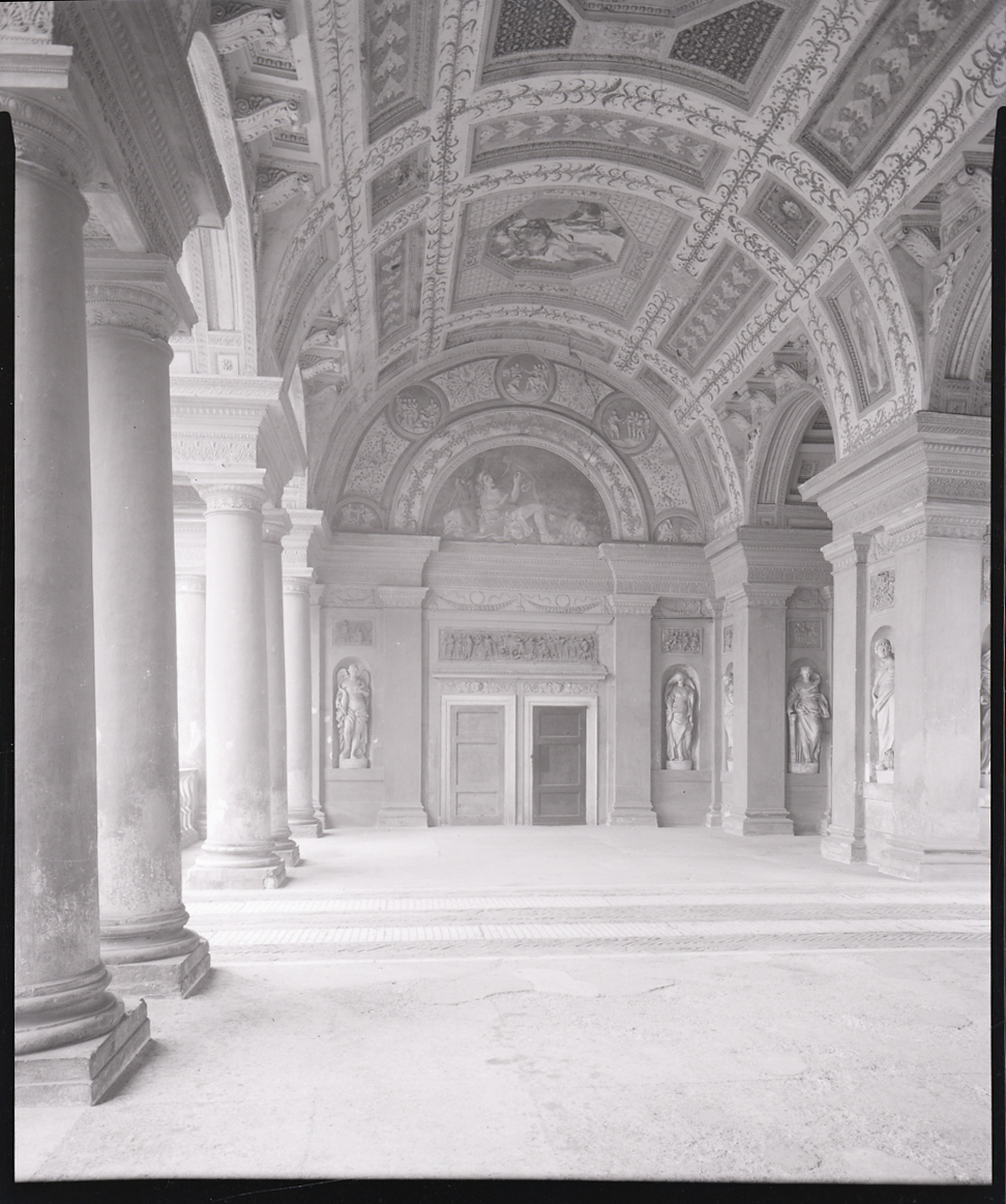
Loggia d'onore, photographie de Paolo Monti (1965).

Frédéric II, marquis de Mantoue, décida, en 1524, de la construction d'un palais résidentiel ou villa Suburbana. En 1525, il confia cette charge à Jules Romain, un des élèves de Raphaël, qui créa le corps du bâtiment, un édifice rectangulaire autour d'une cour, en 18 mois. 
Le marquis qui affectionnait particulièrement la chasse, les chevaux et l'amour, destinait dès le départ le palais à ses loisirs et, selon Vasari, demanda donc à Jules Romain de lui « arranger un espace où aller et rester parfois déjeuner pour se distraire ».
Profitant de la situation extra-muros, Jules Romain reprend le modèle idéal de la maison romaine à un étage, avec un vestibule et un grand atrium qu'il avait déjà pu connaître à Rome quand il avait travaillé à la villa Madame ou à la Farnesina sous la direction de Raphael.
Le bâtiment est ample, de structure planimétrique avec une succession d'atrium, de salles, de cours carrées, de jardins, rappelant parfois le style dorique de l'architecture classique. La construction est complétée par un jardin bordé de rangées de colonnes devant les bâtiments attenants, eux-mêmes terminés par un hémicycle de colonnes (exèdre).
Les quatre façades extérieures ont des piliers muraux plats encadrant des façades en retrait. Le fenêtrage permet de distinguer le bel étage (piano nobile), qui se situe au rez-de-chaussée, de l'étage supérieur. Les façades ne sont pas aussi symétriques qu'il y paraît et l'implantation des colonnes est irrégulière. La façade est se distingue des trois autres par des motifs palladiens (réutilisation des éléments d'architecture antique) sur ses colonnes et une loggia ouverte en son centre. Les centres des façades sud et nord sont percés de trois arches de la hauteur des deux étages, sans portique ni pignon ; ce ne sont que des passages couverts vers la cour intérieure. Le bossage rustique qui recouvre les murs, particulièrement apprécié pour les résidences des campagnes, est en fait constitué de briques recouvertes d'une couche de crépi qui imite la pierre, celle-ci étant difficilement disponible à Mantoue.

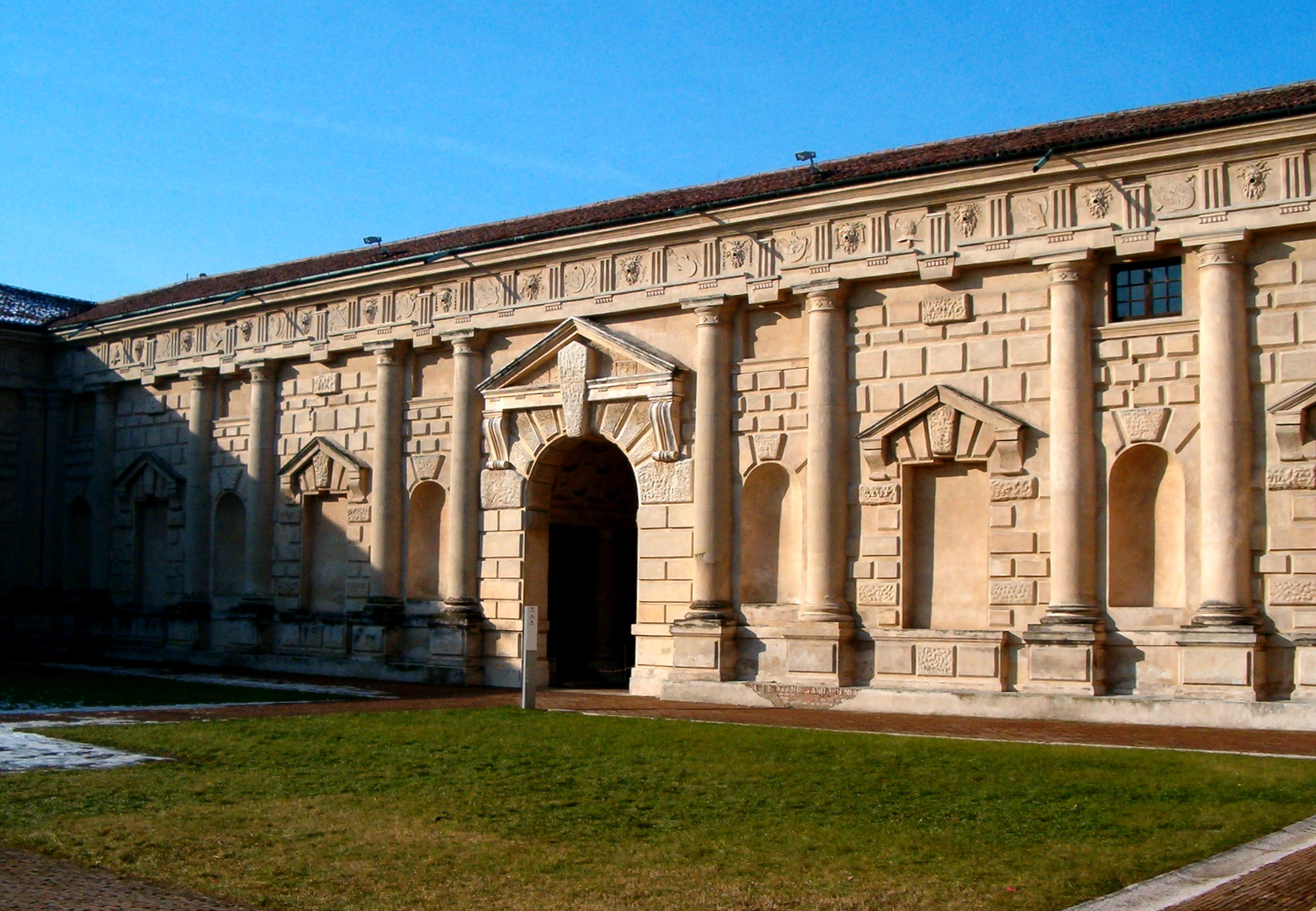
Palais Te, Mantoue (1526-1534), cour intérieure,
Jules Romain, architecte.

Peu de fenêtres donnent sur cette cour intérieure (cortile) ; sur les quatre côtés, les murs à colonnades sont agrémentés de niches profondes et de fenêtres aveugles, et les espaces intermédiaires sont crépis avec du spezzato (plâtre broyé et teinté), donnant vie et profondeur à ces surfaces.
Sur la façade donnant sur le jardin, Jules Romain conçut des bassins emplis d'eau dans lesquels se reflétait l'élégante façade et qui constituaient de grands viviers approvisionnant en poissons la table du marquis tout en agrémentant la vue.
Le tympan néoclassique de la façade donnant sur le jardin a été inséré au XIXe siècle.
Pour le profane en architecture qui se promène dans les faubourgs de Mantoue, le palais du Te, bâtiment carré isolé, donne l'impression simple et immédiate d'une réaction au style de construction de la Haute Renaissance (Cinquecento). Il semble à la fois déroger et obéir aux règles de l'architecture classique de la Renaissance telles qu'elles furent définies, au siècle précédent, par Leon Battista Alberti dans son ouvrage De re aedificatoria, 1485 (L’Architecture et Art de bien bâtir, trad. 1553).

## Décoration intérieure

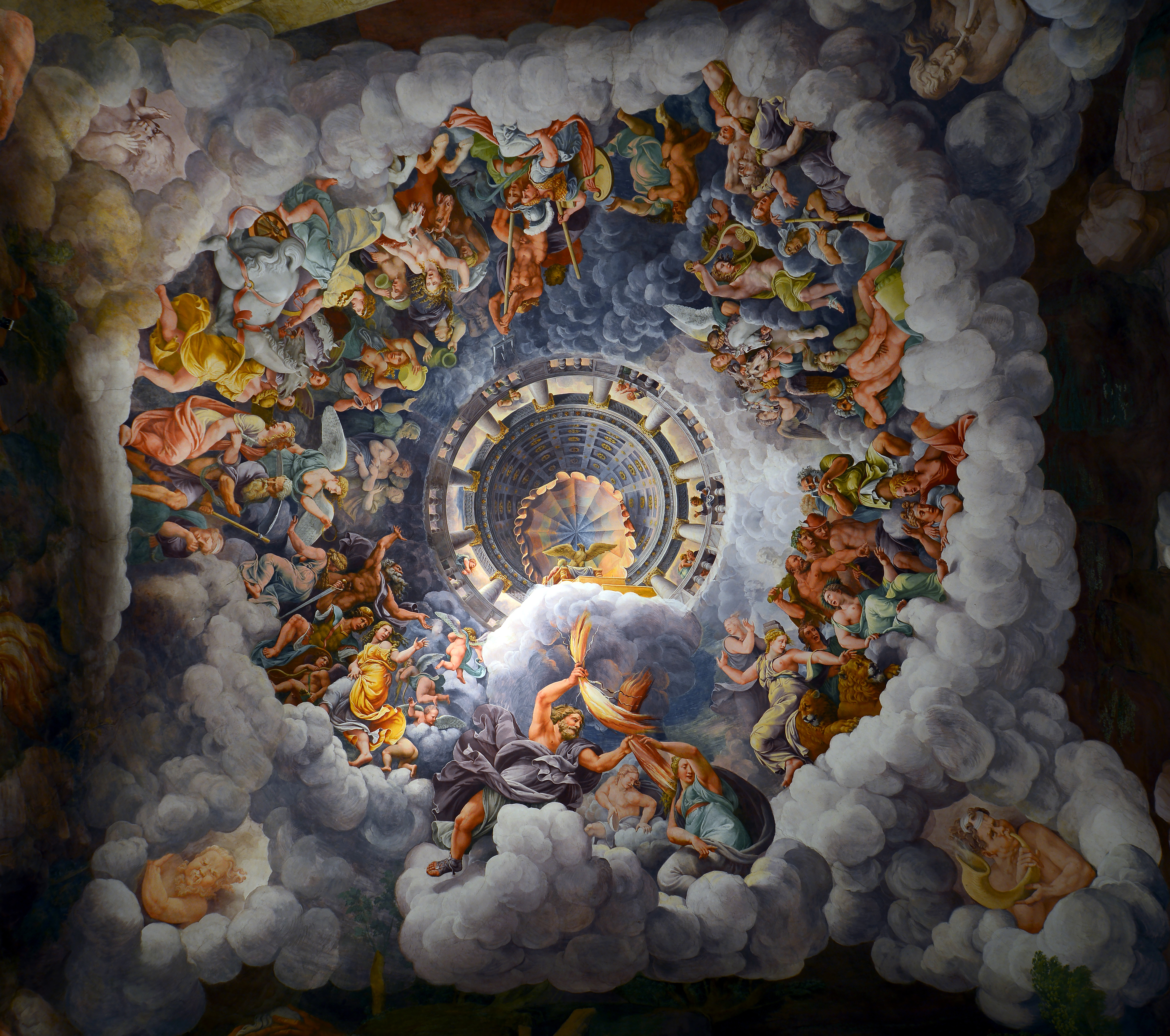
Jules Romain, La Chute des Géants (1532-1535), fresque recouvrant le plafond de la salle des Géants du Palais Te.

Une fois la structure du bâtiment terminée, il fallut près de dix ans de travaux aux plâtriers, sculpteurs et peintres de fresques, afin que la moindre surface dans les loggias et les salons fût décorée. Les fresques signées Benedetto Pagni ou Rinaldo Mantovano (le Mantouan), qui a réalisé une bonne partie de la salle des Géants, sont aujourd'hui la plus remarquable curiosité du Palais. Les thèmes représentent un Banquet olympien dans le salon de Psyché (Sala di Psiche), des Chevaux stylisés dans le salon des Chevaux (Sala dei Cavalli) pour arriver au plus surprenant de tous, celui du salon des Géants (Sala dei Giganti) où ces derniers, grotesques, semblent surgir du Chaos. Les salles offrent aussi des pavages en marbre qui varient en couleurs et dessins d'un endroit à l'autre. On compte une quinzaine de salles, loggias, appartements.

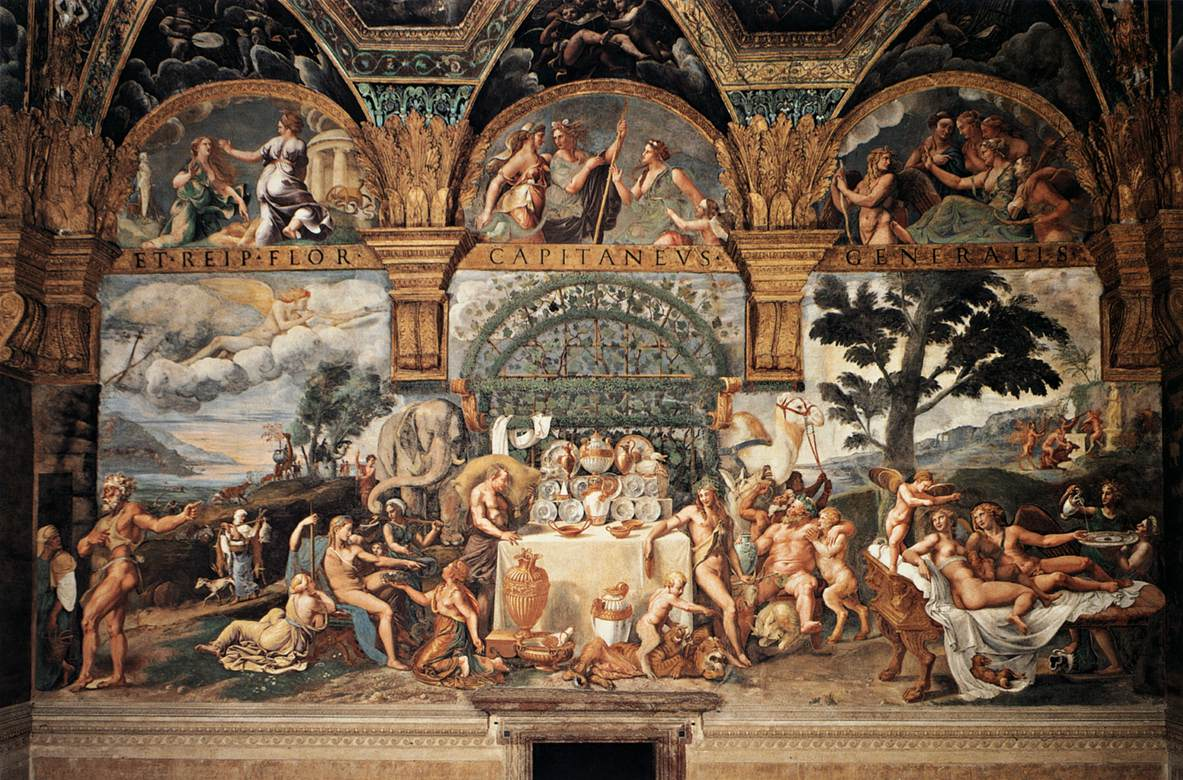
Jules Romain, Banquet d'Amour et Psyché.

Une des parties du palais la plus charmante et la plus évocatrice du passé est le Casino della Grotta (pavillon de la Grotte), petite suite de pièces privées (appartement dit « secret ») arrangées autour d'une grotte et d'une logetta, c'est-à-dire un balconnet couvert, sur laquelle s'aventuraient les courtisans après s'être baignés dans une petite cascade qui courait sur les galets, les coquillages et les porcelaines incrustés dans les murs et les parois.
L'intérieur du palais a été entièrement restauré de 1984 à 1990.

## Les extérieurs du palais
Frédéric Gonzague voulait que les jardins soient plantés de vignes et de citronniers en provenance de toutes les régions d'Italie, mais la statuaire antique devait demeurer le principal ornement extérieur. Certaines statues provinrent du sac de Rome, acquises par l'intermédiaire du mercenaire Fabrizio Maramaldo, ce qui fit dire en mai 1536 au sculpteur Alfonso Lombardi que le duc « avait à Mantoue une demi-Rome d'anticailles ».
L'exèdre qui sépare le jardin du palais de la campagne environnante a été conçue par l'architecte Nicolo Sebregondi au XVIIe siècle. Ce dernier conçut aussi l'orangerie.

## Le palais Te dans l'histoire
Nombre de personnages de l'époque ont visité les lieux, en particulier l'empereur Charles Quint venu à Mantoue en 1530 élever le marquis Frédéric II à la dignité de duc. À cette occasion, un banquet fut offert à l'empereur dans la salle de Psyché, entièrement peinte par Jules Romain et ses meilleurs assistants entre 1526 et 1528. Pour la seconde venue de l'empereur en 1532, le duc fit terminer en urgence les deux premiers murs peints de la salle des Géants afin d'honorer sa personne en lui montrant une décoration innovante qui évoquait les succès politiques et militaires impériaux face aux puissances ennemies.
Une fois le palais achevé, Frédéric fit demeurer sa maîtresse « officielle », Isabella Boschetti, une femme mariée avec qui il resta lié de nombreuses années, dans ce qu'il appelait son « Palais des illusions lucides » (« Palazzo dei lucidi inganni »), entouré de bosquets et cerné des eaux du lac.
La renommée du palais ne tint qu'un siècle. En 1630, pendant la guerre de succession de Mantoue et la conquête du duché, la cité et le palais furent pillés par les troupes impériales de Ferdinand II. Le reste de la population fut victime d'une des pires épidémies de peste de l'histoire. Le palais, mis à sac de fond en comble, est resté comme une coquille vide et, dans cet état, les remarquables fresques sont d'autant plus surprenantes que les nymphes, les dieux, les déesses et les géants peuplent les murs de salles vides.

## Le palais Te aujourd'hui
Le Museo Civico (musée civique) qui expose une collection d'art mésopotamien parrainée par l'éditeur Arnoldo Mondadori, est hébergé dans une partie du palais.
La salle des Fruitière est aussi réservée à des expositions temporaires de peinture, le plus souvent de la Renaissance.
Les jardins sont le lieu d'expositions commerciales.